# Andrei Arxavin
Andrei Arxavin (rus: Андрей Сергеевич Аршавин)  (Sant Petersburg, 29 de maig de 1981) és un ex futbolista professional rus. Jugava com a davanter a l'Arsenal i a la selecció russa.

## Trajectòria
Va tenir una gran actuació a la Copa de la UEFA del 2008. Posteriorment, el 29 d'agost de 2008 fou suplent en el partit de la Supercopa d'Europa que enfrontà el seu equip, el Zenit de Sant Petersburg, contra el Manchester United FC, i que l'equip rus guanyà per 1 a 2, un partit en què entrà al minut 46. També va tenir una molt bona actuació a l'Eurocopa del 2008, on va ser triat a l'alineació ideal feta per la FIFA, ha aconseguit entrar entre els candidats a obtenir la Pilota d'Or al millor jugador de l'any. També va estar seguit per diversos dels millors clubs europeus, com el Barça, on el jugador desitjava jugar, el Chelsea FC o l'Arsenal FC. Precisament va acabar fitxant per aquest últim equip a l'hivern del 2009.